# Temporada da NHL de 1959–60
A temporada da NHL de 1959–60 foi a 43.ª  temporada da National Hockey League (NHL). Seis times jogaram 70 partidas cada. O Montreal Canadiens foi o campeão da Stanley Cup ao bater o Toronto Maple Leafs por 4-0 para sua quinta Stanley Cup seguida, um feito não igualado até hoje.

## Temporada Regular
Esse ano foi marcado por mudanças importantes na NHL. O goleiro do Montreal Canadiens Jacques Plante, como Clint Benedict antes dele, começou a usar uma máscara em jogos de hóquei. Plante, que teve problemas relacionados à  asma durante a carreira, começou a usar uma máscara nos treinos logo após uma operação de sinusite em 1957. Sua primeira aparição com a máscara em uma partida foi em 1 de novembro de 1959, contra o New York Rangers. Embora muitos na NHL desaprovassem a decisão de Plante, devido às tradições da NHL naquela época, muitos seguiram a moda após Plante não sofrer gols em dez partidas com a máscara colocada. 
Phil Watson sofreu uma úlcera e foi demitido de forma quieta como técnico dos Rangers e substituído por Alf Pike. Gump Worsley foi transferido para o Springfield da AHL e Worsley gritou que estava terminado para o hóquei. Mas ele foi para Springfield de todo jeito. Eddie Shore, conhecido por seu criticismo aos seus jogadores, deu a Worsley um surpreendente voto de confiança. Gump jogou bem pelos Indians.
Havia uma confusão fermentando para o atirador asa direita dos Rangers Andy Bathgate, que havia rasgado o nariz de Plante na noite da estreia oficial da máscara do goleiro na NHL, quando, em um artigo na True Magazine, criticado por Dave Anderson, ele citou os nomes dos jogadores que ele considerava culpados do ato perigoso. Isso foi trazido ao conhecimento do presidente Clarence Campbell, que então multou Bathgate em $500 e o administrador geral dos Rangers Muzz Patrick por $100 com o argumento de que o artigo foi prejudicial ao bom andamento da liga.
Gump Worsley, demovido para o Springfield da AHL, foi trazido de volta quando Marcel Paille estava ainda pior no gol. Gump e os Rangers bateram os Canadiens por 8–3 na primeira partida de sua volta. Então, uma semana após, Gump foi bombardeado por 11–2. Nada havia mudado. Posteriormente, contra Chicago, Worsley sofreu uma lesão que acabou com ele para a temporada. O asa dos Hawks Bobby Hull patinou sobre sua luva e lesionou dois tendões em seus dedos. Al Rollins foi chamado para substituí-lo. Posteriormente, o heroi olímpico Jack McCartan jogou algumas partidas pelos Rangers, atuando de forma consistente.
Essa temporada regular, como as duas anteriores e as duas posteriores, pertenceu aos Montreal Canadiens que estavam no meio de uma sequência de fins de temporada no primeiro lugar geral, e no fim da sequência de cinco vitórias consecutivas da Stanley Cup. O Detroit Red Wings, que esteve morto ultimamente e deixou de participar dos playoffs na última temporada, alcançaram os playoffs com uma performance digna do Troféu Memorial Hart por seu astro asa-direita Gordie Howe.
Essa temporada foi da primeira da Era dos Seis Originais em que todo jogador na ativa havia jogado por times dos Seis Originais, apenas. Ken Mosdell, o último jogador de outra equipe, aposentou-se na temporada anterior.

### Classificação Final
Nota: PJ = Partidas Jogadas, V = Vitórias, D = Derrotas, E = Empates, Pts = Pontos, GP = Gols Pró, GC = Gols Contra

Times que se classificaram aos play-offs estão destacados em negrito
| National Hockey League | PJ | V  | D  | E  | GP  | GC  | Pts |
| ---------------------- | -- | -- | -- | -- | --- | --- | --- |
| Montreal Canadiens     | 70 | 40 | 18 | 12 | 255 | 178 | 92  |
| Toronto Maple Leafs    | 70 | 35 | 26 | 9  | 199 | 195 | 79  |
| Chicago Black Hawks    | 70 | 28 | 29 | 13 | 191 | 180 | 69  |
| Detroit Red Wings      | 70 | 26 | 29 | 15 | 186 | 197 | 67  |
| Boston Bruins          | 70 | 28 | 34 | 8  | 220 | 241 | 64  |
| New York Rangers       | 70 | 17 | 38 | 15 | 187 | 247 | 49  |

### Artilheiros
PJ = Partidas Jogadas, G = Gols, A = Assistências, Pts = Pontos, PEM = Penalizações em Minutos
| Jogador          | Time                | PJ | G  | A  | Pts |
| ---------------- | ------------------- | -- | -- | -- | --- |
| Bobby Hull       | Chicago Black Hawks | 70 | 39 | 42 | 81  |
| Bronco Horvath   | Boston Bruins       | 68 | 39 | 41 | 80  |
| Jean Beliveau    | Montreal Canadiens  | 60 | 34 | 40 | 74  |
| Andy Bathgate    | New York Rangers    | 70 | 26 | 48 | 74  |
| Henri Richard    | Montreal Canadiens  | 70 | 30 | 43 | 73  |
| Gordie Howe      | Detroit Red Wings   | 70 | 28 | 45 | 73  |
| Bernie Geoffrion | Montreal Canadiens  | 59 | 30 | 41 | 71  |
| Don McKenney     | Boston Bruins       | 70 | 20 | 49 | 69  |
| Vic Stasiuk      | Boston Bruins       | 69 | 29 | 39 | 68  |
| Dean Prentice    | New York Rangers    | 70 | 32 | 34 | 66  |

### Goleiros Líderes
PJ = Partidas Jogadas, V = Vitórias, D = Derrotas, E = Empates, TNG = Tempo no Gelo (minutos), GC = Gols Contra, JSG = Jogos sem Gols, MGC = Média de gols contra
| Jogador       | Time                | PJ | TNG  | GC  | JSG | MGC  |
| ------------- | ------------------- | -- | ---- | --- | --- | ---- |
| Glenn Hall    | Chicago Black Hawks | 70 | 4200 | 179 | 6   | 2.56 |
| Terry Sawchuk | Detroit Red Wings   | 58 | 3480 | 155 | 5   | 2.67 |
| Johnny Bower  | Toronto Maple Leafs | 66 | 3960 | 177 | 5   | 2.68 |
| Don Simmons   | Boston Bruins       | 28 | 1680 | 91  | 2   | 3.25 |
| Harry Lumley  | Boston Bruin        | 42 | 2520 | 146 | 2   | 3.48 |
| Gump Worsley  | New York Rangers    | 39 | 2301 | 135 | 0   | 3.52 |

## Playoffs da Stanley Cup
O ímpeto não parou para os Habs, que jogaram o mínimo de jogos necessários no playoff par ganharem a Stanley Cup. Montreal, no processo, tornou-se o último vencedor da Copa a fechar os playoffs invicto até os dias atuais. Após a vitória na Stanley Cup, Maurice Richard aposentou-se da NHL como campeão.

### Semifinais
Bobby Hull do Chicago Black Hawks liderou a artilharia d aliga, mas a máquina bem lubrificada chamada Montreal Canadiens conseguiu segurá-lo para apenas um gol quando os Canadiens varreram os Black Hawks em quatro jogos. O Toronto Maple Leafs, todavia, teve uma série mais difícil quando Gordie Howe liderou os Detroit Red Wings, que levaram os Leafs a 6 jogos, incluindo um em prorrogação tripla, para vencer a série.
Chicago Black Hawks vs. Montreal Canadiens
| Data        | Visitante           | Placar | Mandante            | Placar | Notas |
| ----------- | ------------------- | ------ | ------------------- | ------ | ----- |
| 24 de março | Chicago Black Hawks | 3      | Montreal Canadiens  | 4      |       |
| 26 de março | Chicago Black Hawks | 3      | Montreal Canadiens  | 4      | (OT)  |
| 29 de março | Montreal Canadiens  | 4      | Chicago Black Hawks | 0      |       |
| 31 de março | Montreal Canadiens  | 2      | Chicago Black Hawks | 0      |       |

Montreal venceu a série melhor de 7 por 4-0
Detroit Red Wings vs. Toronto Maple Leafs
| Data        | Visitante           | Placar | Mandante            | Placar | Notas |
| ----------- | ------------------- | ------ | ------------------- | ------ | ----- |
| 23 de março | Detroit Red Wings   | 2      | Toronto Maple Leafs | 1      |       |
| 26 de março | Detroit Red Wings   | 2      | Toronto Maple Leafs | 4      |       |
| 27 de março | Toronto Maple Leafs | 5      | Detroit Red Wings   | 4      | (3OT) |
| 29 de março | Toronto Maple Leafs | 1      | Detroit Red Wings   | 2      | (OT)  |
| 2 de abril  | Detroit Red Wings   | 4      | Toronto Maple Leafs | 5      |       |
| 3 de abril  | Toronto Maple Leafs | 4      | Detroit Red Wings   | 2      |       |

Toronto venceu a série melhor de 7 por 4-2

### Finais
Toronto Maple Leafs vs. Montreal Canadiens
| Data        | Visitante           | Placar | Mandante            | Placar | Notas |
| ----------- | ------------------- | ------ | ------------------- | ------ | ----- |
| 7 de abril  | Toronto Maple Leafs | 2      | Montreal Canadiens  | 4      |       |
| 9 de abril  | Toronto Maple Leafs | 1      | Montreal Canadiens  | 2      |       |
| 12 de abril | Montreal Canadiens  | 5      | Toronto Maple Leafs | 2      |       |
| 14 de abril | Montreal Canadiens  | 4      | Toronto Maple Leafs | 0      |       |

Montreal venceu a série melhor de 7 por 4-0

### Artilheiros dos Playoffs
PJ = Partidas Jogadas, G = Gols, A = Assistências, Pts = Pontos, PEM = Penalizações em Minutos
| Jogador             | Time                | PJ | G | A  | Pts |
| ------------------- | ------------------- | -- | - | -- | --- |
| Henri Richard       | Montreal Canadiens  | 8  | 3 | 9  | 12  |
| Bernie Geoffrion    | Montreal Canadiens  | 8  | 2 | 10 | 12  |
| Leonard "Red" Kelly | Toronto Maple Leafs | 10 | 3 | 8  | 11  |
| Dickie Moore        | Montreal Canadiens  | 8  | 6 | 4  | 10  |
| Alex Delvecchio     | Detroit Red Wings   | 6  | 2 | 6  | 8   |
| Jean Beliveau       | Montreal Canadiens  | 8  | 5 | 2  | 7   |
| Bert Olmstead       | Toronto Maple Leafs | 10 | 3 | 4  | 7   |

## Prêmios da NHL
| 1959–60 NHL awards           | 1959–60 NHL awards                 |
| ---------------------------- | ---------------------------------- |
| Troféu Príncipe de Gales:    | Montreal Canadiens                 |
| Troféu Art Ross:             | Bobby Hull, Chicago Black Hawks    |
| Troféu Memorial Calder:      | Bill Hay, Chicago Black Hawks      |
| Troféu Memorial Hart:        | Gordie Howe, Detroit Red Wings     |
| Troféu Memorial James Norris | Doug Harvey, Montreal Canadiens    |
| Troféu Memorial Lady Byng:   | Don McKenney, Boston Bruins        |
| Troféu Vezina:               | Jacques Plante, Montreal Canadiens |

### Times das Estrelas
| Primeiro Time                       | Position | Segundo Time                         |
| ----------------------------------- | -------- | ------------------------------------ |
| Glenn Hall, Chicago Black Hawks     | G        | Jacques Plante, Montreal Canadiens   |
| Doug Harvey, Montreal Canadiens     | D        | Allan Stanley, Toronto Maple Leafs   |
| Marcel Pronovost, Detroit Red Wings | D        | Pierre Pilote, Chicago Black Hawks   |
| Jean Beliveau, Montreal Canadiens   | C        | Bronco Horvath, Boston Bruins        |
| Gordie Howe, Detroit Red Wings      | RW       | Bernie Geoffrion, Montreal Canadiens |
| Bobby Hull, Chicago Black Hawks     | LW       | Dean Prentice, New York Rangers      |

## Estreias
O seguinte é uma lista de jogadores importantes que jogaram seu primeiro jogo na NHL em 1959-60 (listados com seu primeiro time, asterisco(*) marca estreia nos play-offs):
- Dallas Smith, Boston Bruins
- Bill Hay, Chicago Black Hawks
- J. C. Tremblay, Montreal Canadiens
- Dave Balon, New York Rangers
- Ken Schinkel, New York Rangers

## Últimos Jogos
O seguinte é uma lista de jogadores importantes que jogaram seu último jogo na NHL em 1959-60 (listados com seu último time):
- Fleming MacKell, Boston Bruins
- Maurice Richard, Montreal Canadiens
- Al Rollins, New York Rangers
- Harry Lumley, Toronto Maple Leafs
- Dave Creighton, Toronto Maple Leafs

## Ligações Externas
- Hockey Database
- NHL.com